# 11033 Mazanek
11033 Mazanek eller 1988 SH3 är en asteroid i huvudbältet som upptäcktes den 16 september 1988 av den amerikanska astronomen Schelte J. Bus vid Cerro Tololo. Den är uppkallad efter Dan Mazanek.
Asteroiden har en diameter på ungefär 4 kilometer.